# Thomas Greilinger
Thomas Greilinger (* 6. August 1981 in Deggendorf) ist ein deutscher Eishockeyspieler, der seit 2019 erneut beim Deggendorfer SC aus der Oberliga Süd spielt.

## Karriere
Bei seinem Heimatclub, dem Deggendorfer EC, wurde Thomas Greilinger in der Oberliga für die deutsche Nationalmannschaft entdeckt. Die Profi-Karriere des Flügelstürmers begann in der Saison 1999/00 bei den München Barons, mit denen er im selben Jahr die Deutsche Meisterschaft gewinnen konnte. Die darauffolgende Spielzeit absolvierte der Rechtsschütze bei den Schwenninger Wild Wings und wechselte von dort zu den Nürnberg Ice Tigers. Dort blieb Greilinger, bis sich die Wege wenig später, unter anderem durch persönliche Probleme mit dem damaligen Trainer der Ice Tigers, Greg Poss, trennten. Anschließend wurde der Angreifer im Tausch gegen Tomáš Martinec zu den Adler Mannheim transferiert, die sich nach gutem Start allerdings ebenfalls während der Saison 2004/05 in gegenseitigem Einvernehmen von dem gebürtigen Bayer trennten. In der Spielzeit 2005/06 wollte Greilinger schließlich sein Comeback bei den Straubing Tigers in der 2. Bundesliga feiern, welches jedoch aufgrund einer Knieverletzung nicht gelang.
Nach langer Reha-Behandlung nahmen die Iserlohn Roosters Greilinger für die Saison 2006/07 unter Vertrag. Nach einer Knieverletzung bei der Inlinehockey-WM beendete der Angreifer jedoch im Alter von 24 Jahren seine Profikarriere, den Vertrag in Iserlohn trat er nicht an. Nachdem ihm die Ärzte grünes Licht für eine Fortsetzung seiner Karriere als Amateurspieler gaben, wechselte er in die Bayerische Eishockey-Liga zum Deggendorfer SC. Nach zwei Spielzeiten in Deggendorf unterschrieb Greilinger zur Saison 2008/09 einen Vertrag beim ERC Ingolstadt und kehrte somit in die Deutsche Eishockey Liga zurück. 2014 gewann er mit dem ERC zum zweiten Mal in seiner Karriere die deutsche Meisterschaft. Anfang 2015 verlängerte er seinen Vertrag bis 2018. Nach der Niederlage des ERC Ingolstadt im siebten Spiel des Viertelfinales gegen die Kölner Haie am 31. März 2019 beendete er seine Karriere in der DEL und kehrte zu seinem Heimatverein zurück.
Greilinger ist der Spieler mit den meisten Spielen (580), den meisten Toren (219), den meisten Assists (269) sowie den meisten Scorerpunkten (488) in der DEL-Geschichte des ERC Ingolstadt.

## Erfolge und Auszeichnungen
- 2000 Aufstieg in die A-Gruppe bei der B-Weltmeisterschaft
- 2000 Deutscher Meister mit den München Barons
- 2004 Teilnahme am DEL All-Star Game
- 2007 Topscorer und Top-Torschütze Bayernliga
- 2009 Teilnahme am DEL All-Star Game
- 2010 DEL-Spieler des Jahres
- 2010 Bester Torschütze der DEL
- 2014 Deutscher Meister mit dem ERC Ingolstadt
- 2017 DEL-Spieler des Monats September[3]

## Karrierestatistik
(Legende zur Spielerstatistik: Sp oder GP = absolvierte Spiele; T oder G = erzielte Tore; V oder A = erzielte Assists; Pkt oder Pts = erzielte Scorerpunkte; SM oder PIM = erhaltene Strafminuten; +/− = Plus/Minus-Bilanz; PP = erzielte Überzahltore; SH = erzielte Unterzahltore; GW = erzielte Siegtore; 1 Play-downs/Relegation; Kursiv: Statistik nicht vollständig)
Stand: April 2025